# Истиклял джамия
Вижте пояснителната страница за други значения на Истиклял.
„Истиклял“ (Istiqlal, в превод: „„Независимост““) е джамия в Джакарта, Индонезия.
Тя най-голямата в Югоизточна Азия като капацитет за побиране на хора и размери. Това е националната джамия на Индонезия.
Построена е в чест на индонезийската независимост и почит към ислямската помощ за нейното постигане. Затова и нейното име е „Истиклял“ (Istiqlal) - на арабски означава „независимост“.